# Automatonofòbia
L'automatonofòbia és la por a tot el que falsament representa un ésser sensible. Això inclou, però no es limita, ninots de ventríloc, criatures animatròniques, maniquins i estàtues de cera. Aquesta por pot manifestar-se de moltes maneres. Una fòbia semblant és la por als titelles.

## Causes
Les causes de l'automatonofòbia són ara com ara desconegudes, tot i que s'ha teoritzat que el temor se'n deriva dels membres de les expectatives d'una societat per a la forma en què altres éssers humans han de comportar-se. Algunes pors poden ser impulsades per l'exposició a les representacions agressives o intimidatòries d'objectes robòtics o inanimats. Els objectes inanimats associats a l'automatonofòbia representen éssers humans, i la majoria estan retratats amb gran realisme. La gent n'espera el mateix capteniment de l'un i de l'altre. Aquests objectes inanimats, tot i que retraten molt bé els humans, no es comporten exactament igual que els éssers humans reals. La gent sovint tem allò que no entén. S'ha plantejat la hipòtesi que el cervell podria percebre l'autòmat com una cosa perillosa o aterridora, com un cadàver o una persona desfigurada o malalta, i insta la víctima a rebutjar-lo. Els ninots de ventríloc, les criatures animatròniques i les estàtues de cera encaixen en aquesta teoria. John T. Wood, en el seu llibre A què li tens por?: Una guia per fer front a les teues pors, diu que la causa de les fòbies és difícil de generalitzar: les pors de cada persona són la seua personalitat i una experiència única.
El concepte de vall inquietant també ve a la ment quan la persona sofreix automatonofòbia. Aquesta hipòtesi estableix que quan les característiques dels autòmats són molt realistes, però encara no totalment convincents, provoquen una resposta de rebuig o fins i tot de por. Només és una hipòtesi, i no se n'han tret encara conclusions indiscutibles.

## Símptomes
Wood, en el seu llibre, descriu les persones que sofreixen fòbies amb moltes reaccions diferents.
 
La persona fòbica pot experimentar palpitacions, dificultat per a respirar, respiració ràpida, o sensació d'ofec, nàusea, vòmits o diarrea, tremolors, calfreds, suor, mareig, insomni i augment de la sensibilitat als sons i llums.

## En la cultura popular
- Hi ha jocs que representen l'automatonofòbia com Five Nights at Freddy's i Kraven Manor.
- La pel·lícula Els crims del museu de cera és un exemple sobre l'automatofòbia.
- La sèrie de televisió Doctor Who mostra estàtues anomenades Weeping Angels que ataquen quan la víctima parpelleja.